# Connaraceae
Connaraceae — пантропічна родина рослин, що складається з 19 родів і понад 180 видів переважно вічнозелених дерев, деревних чагарників і альпіністів. Родина була вперше описана Робертом Брауном у 1816 році, і назва збереглася. 

## Розповсюдження
Connaraceae є тропічною родиною, найважливіші роди з якої Connarus (приблизно 80 видів) і Rourea (40–70 видів) мають пантропічне поширення. Середовищем їхнього існування є, як правило, рівнинні тропічні ліси та савани.

## Опис
Коннарові зазвичай є вічнозеленими деревами, кущами чи виткими рослинами. Connarus представлений видами всіх трьох життєвих форм, тоді як види Rourea є виткими рослинами. Листки у них перисті, трійчасті або рідше цілісні, чергові, без прилистків і з пульвином біля основи листкової ніжки. Connarus guianensis має економічне значення завдяки своїй декоративній деревині.

## Роди
- Agelaea
- Burttia
- Cnestidium
- Cnestis
- Connarus
- Ellipanthus
- Hemandradenia
- Jaundea
- Jollydora
- Manotes
- Paxia
- Pseudoconnarus
- Rourea
- Roureopsis
- Santalodes
- Santaloides
- Spiropetalum
- Taeniochlaena
- Vismianthus

## Літопис скам'янілостей
Відбиток скам'янілої листівки, описаний як Rourea miocaudata з Індії, демонструє велику схожість із листочками наявної Rourea caudata, її було зареєстровано в нижній частині відкладень Siwalik (формація Дафла, середній–верхній міоцен) району Пінджолі в районі Західний Каменг, Аруначал Прадеш. Промінералізована деревина стебла з характерною анатомією ліани була описана з викопними фруктами з місцевості в формації Кукарача нижнього міоцену (19 млн років тому), де формація відкрита розрізом Кулебра Панамського каналу. Анатомія цієї викопної деревини відповідає роду Rourea. Викопні рештки Connaraceae нечисленні, достовірні випадки вказують на те, що сімейство виникло ще в пізньому крейда-палеоцені та було широко поширене на початку міоцену.